# 邓维
邓维（1954年1月—），男，汉族，湖南永兴人，中国摄影家，经济日报社总编室副主任兼摄影组组长，中国摄影家协会原副主席、顾问。